# 1954 au théâtre
| Années du théâtre : 1951 - 1952 - 1953 - 1954 - 1955 - 1956 - 1957    |
| Décennies du théâtre : 1920 - 1930 - 1940 - 1950 - 1960 - 1970 - 1980 |

Cet article présente les faits marquants de l'année 1954 au théâtre.

## Événements
- Fin de la reconstruction de la Volksbühne Berlin par Hans Richter

## Pièces de théâtre publiées
- Port-Royal d'Henry de Montherlant

## Pièces de théâtre représentées
- 23 janvier : Les Quatre Vérités de Marcel Aymé
- 24 février : Gigi de Colette, Théâtre des Arts, adaptation de l'auteur
- 14 avril : Amédée ou Comment s'en débarrasser d'Eugène Ionesco, Théâtre de Babylone
- 21 avril : L'Anti-Œdipe d'Henry Zaphiratos, Théâtre de l'Œuvre
- 22 septembre :  La Machine infernale de Jean Cocteau, mise en scène de l'auteur, Théâtre des Bouffes-Parisiens, à Paris avec Jeanne Moreau et Jean Marais
- 29 septembre : Adorable Julia de Marc-Gilbert Sauvajon et Guy Bolton d'après Somerset Maugham, mise en scène Jean Wall, Théâtre du Gymnase à Paris

- 1er octobre : Carlos et Marguerite de Jean Bernard-Luc, mise en scène Christian-Gérard, Théâtre de la Madeleine
- 8 décembre : Port-Royal d'Henry de Montherlant, Comédie-Française
- 16 décembre : Les Sorcières de Salem d'Arthur Miller, Théâtre Sarah Bernhardt, adaptation Marcel Aymé
- Homme pour homme de Bertolt Brecht, mise en scène Jean-Marie Serreau, Théâtre de l'Œuvre dans le cadre des Mardis de l'Œuvre

## Naissances
- 4 janvier : Peter Seiffert, ténor allemand spécialisé dans le répertoire allemand.

## Décès
- 4 juin : Jean de Létraz (°1897)
- 18 octobre : Gaston Mauger (°1878)